# 斯捷潘戈羅德
51°37′47″N 26°10′54″E / 51.62972°N 26.18167°E
斯捷潘戈羅德（烏克蘭語：Степангород）是位於烏克蘭西北部里夫內州裏瓦拉什區的村莊，始建於1629年，面積78平方公里，海拔高度150米，2001年人口1,920，人口密度每平方公里23.4人。